# Rio Nueces
Le Rio Nueces est un fleuve situé au Texas, États-Unis. 

## Géographie
Son cours s'étend sur environ 507 km. Le fleuve prend sa source dans le plateau d'Edward. Il arrose la région du centre et du sud Texas, vers le sud-est où il se jette dans le golfe du Mexique. Il s'agit du fleuve le plus important du Texas au nord du Río Grande. 

## Cours du Rio Nueces
La Nueces prend sa source au nord-ouest de San Antonio sur le plateau d'Edwards, dans le Comté de Real à environ 80 km au nord d'Uvalde. Elle poursuit son cours vers Barksdale et Crystal City, s'approchant alors à 56 km du Río Grande. À l'est de Carrizo Springs elle part vers l'est jusque dans le comté de Live Oak où elle part vers le sud-est formant le lac de Corpus Christi. Elle traverse ensuite Corpus Christi où elle se jette dans le golfe du Mexique.

## Histoire
Bien avant la fin de la révolution texane, le Mexique fixait traditionnellement la frontière sud du Texas sur la Nueces, 250 km au nord du Rio Grande. Cependant, la république du Texas revendiquait le Río Grande comme frontière avec le Mexique. Cette dispute territoriale continuera jusqu'après l'annexion du Texas par les États-Unis et fut l'une des causes de la guerre américano-mexicaine alors que l'Amérique poursuivait son idéal de la « destinée manifeste ». Après sa défaite lors de la guerre, le Mexique, par le traité de Guadalupe Hidalgo accepte de fixer sa frontière nord sur le Río Grande.

## Franchissements
Le State Highway 3 Bridge permet à l'U.S. Route 90 de franchir le fleuve dans le comté d'Uvalde. Ce pont en treillis est inscrit au Registre national des lieux historiques depuis le 10 octobre 1996.